# Thomas Rees

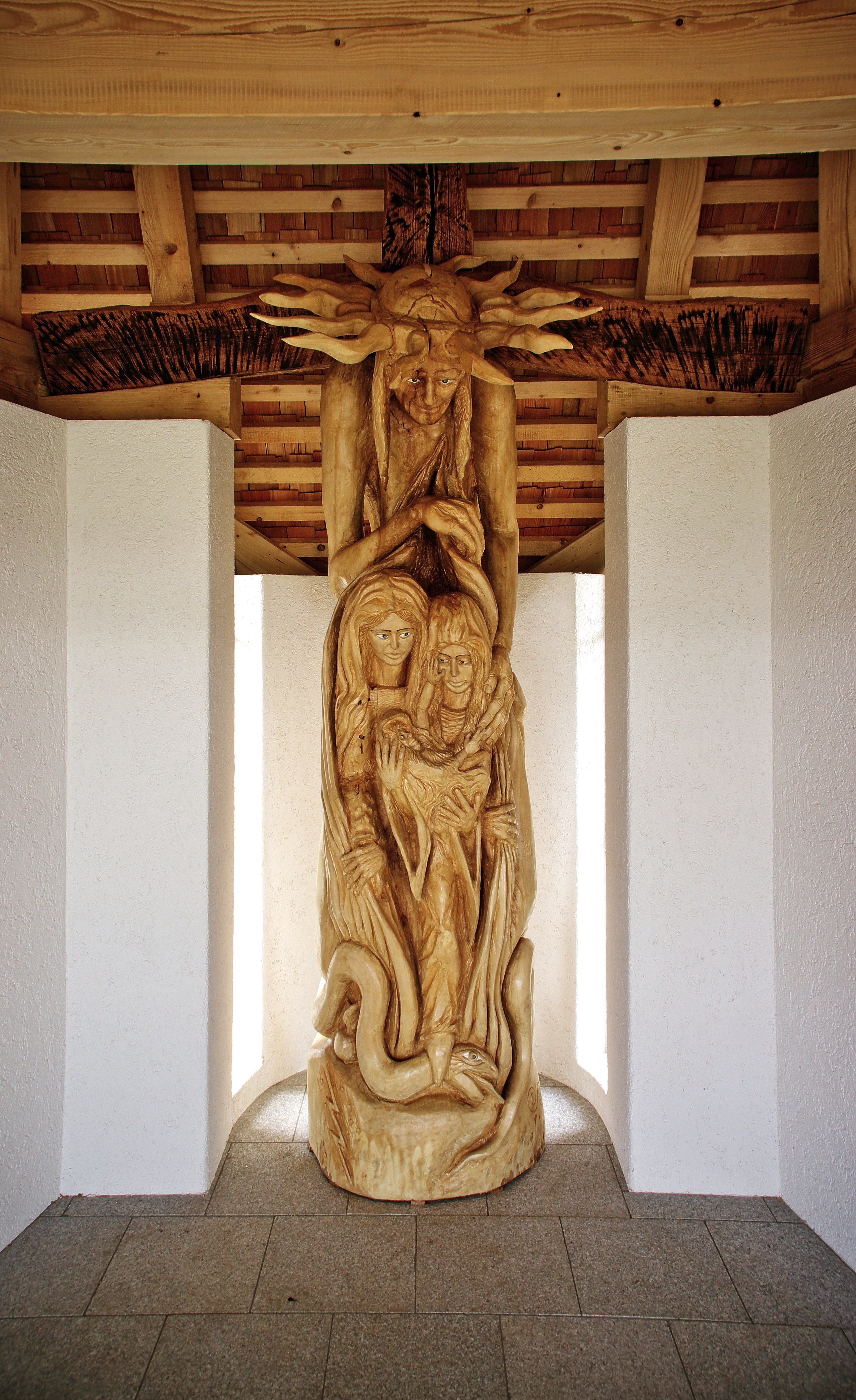
Escultura en la capilla de Santa Ana en Ebnet

Thomas Rees nació 20 de septiembre de 1959 en Kappel en la Selva Negra, un barrio de Friburgo de Brisgovia en Baden-Wurtemberg, Alemania, donde vive. Es empleado de una gran empresa de comunicaciones. Pero es conocido por sus esculturas. Su carrera como escultor comenzó en 2002 cuando talló un de la madera derribada por el huracán Lothar sobre el monte Pfeiferberg cerca de Kirchzarten en dos semanas un belén con figuras de tamaño natural. A partir de entonces añadió otras esculturas en el prado sobre este monte que se ha convertido en un destino turístico.
El ladrón pensativo es una escultura que fue colocada el 7 de octubre en el bosque del valle Welchental cerca de la capilla de San Wendelino en el barrio Ebnet de Friburgo. En la capilla de capilla de Santa Ana en Ebnet se encuentra la estatua del Salvador con Ana, María y el niño Jesús.

## Enlaces
- Wikimedia Commons alberga una categoría multimedia sobre Thomas Rees.
- Sitio web de Thomas Rees
- FRSW: thomas rees